# Epifani de Fortuny i de Carpi
Epifani de Fortuny i de Carpi   (Barcelona, 7 d'abril de 1838 - 7 d'abril de 1924) fou un empresari i polític català, baró d'Esponellà.

## Biografia
Era net del militar Epifani de Fortuny i van Oosterom (1794-1860) i fill de Carles de Fortuny i de Sent-romà (1815-1881) i de Bernarda de Carpi i de Berart (1817-1892), baronessa d'Esponellà. El 1899, aconseguí que el rei Alfons XIII li rehabilités el títol.
Casat amb María Teresa Miralles de Pérez-Cabrero (1848-1935), fou pare de Carles de Fortuny i de Miralles i avi de l'arqueòleg Epifani de Fortuny i Salazar.
Llicenciat en dret i de filiació carlina, a les eleccions generals espanyoles de 1907 aconseguí l'escó al Senat dins les llistes de Solidaritat Catalana per la província de Lleida, juntament amb l'integrista Marià de Gomar i de las Infantas (també van obtenir escó Emili Sicars i de Palau i Manuel Bonmatí de Cendra). Tanmateix, no es presentaria a la reelecció.